# 454e division de sécurisation
La 454e division de sécurisation (en allemand : 454. Sicherungs-Division) était une unité des sicherungstruppen (troupes de sécurisation en français) de la Heer au sein de la Wehrmacht.

## Historique
La 454. Sicherungs-Division est formée le 19 mars 1941 à Trachenberg dans le Wehrkreis VIII, à partir d'éléments de la 221. Infanterie-Division et de la Division z.b.V. 454.
Elle sert derrière les lignes de front du secteur Sud du Front de l'Est jusqu'en janvier 1944 quand il combat à Rovno. En juillet, il est de nouveau sur les lignes de front face à l'offensive d'été soviétique qui la détruit et à Brody en Biélorussie.

## Organisation

### Commandants
| Date                                | Grade           | Commandant       |
| ----------------------------------- | --------------- | ---------------- |
| 15 mars 1941 - 29 septembre 1941    | Generalleutnant | Rudolf Krantz    |
| 29 septembre 1941 - 9 décembre 1941 | Generalleutnant | Hermann Wilck    |
| 9 décembre 1941 - 25 avril 1944     | Generalleutnant | Hellmuth Koch    |
| 25 avril 1944 - 1er mai 1944        | Oberst          | Joachim Wagner   |
| 1er mai 1944 - 22 juillet 1944      | Generalmajor    | Johannes Nedtwig |

## Théâtres d'opérations
- Allemagne : Juin 1940 - Juillet 1941
- Front de l'Est secteur Sud : Juillet 1941 - Juillet 1944

## Ordre de bataille
Eté 1942
- verstärktes Infanterie-Regiment 375
- III./Artillerie-Regiment 221
- Landesschützen-Regimentsstab 57
- Nachrichten-Abteilung 829
- Reiter-Abteilung 454
- Divisionseinheiten 375

Automne 1943
- Sicherungs-Regiment 360
- Sicherungs-Regiment 375
- Ost-Reiter-Regiment 454
- III./Artillerie-Regiment 221 (après 1944: Artillerie-Abteilung 454)
- Ost-Pionier-Bataillon 454
- Divisions-Nachrichten-Abteilung 829
- Kommandeur der Divisions-Nachschubtruppen 375

## Décorations
Des membres de cette division ont été récompensés à titre personnel pour leurs faits de guerre:
- Agrafe de la liste d'honneur : 2
- Croix allemande en Or : 6
- Croix de chevalier de la Croix de fer : 1

## Sources
- Samuel Mitcham: Hitler's Legions: The German Army Order of Battle World War II - Leo Cooper, London
  - Cet ouvrage comporte quelques erreurs de dates